# Dent (Kumbria)
Dent – wieś w Anglii, w Kumbrii, w dystrykcie (unitary authority) Westmorland and Furness. Leży 76 km na południowy wschód od miasta Carlisle i 345 km na północny zachód od Londynu. W 2001 miejscowość liczyła 675 mieszkańców.